# Innerhära
Innerhära är ett skär i Åland (Finland). Det ligger i Skärgårdshavet och i kommunen Kökar i landskapet Åland, i den sydvästra delen av landet. Ön ligger omkring 73 kilometer sydöst om Mariehamn och omkring 220 kilometer väster om Helsingfors.
Öns area är 2,5 hektar och dess största längd är 260 meter i sydväst-nordöstlig riktning. Trakten är glest befolkad. Närmaste större samhälle är Kökar, 18,0 km nordväst om Innerhära.